# Pasing

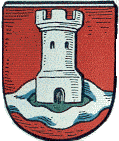
Pasings tidigare vapen, som självständig stad.

Pasing är en stadsdel i München som ligger i stadens västra delar. Pasing var 1905-1938 en självständig stad men inkorporerades i München 1938. Här ligger Bahnhof München-Pasing.